# Agalliopsis balli
Agalliopsis balli är en insektsart som beskrevs av Baker 1900. Agalliopsis balli ingår i släktet Agalliopsis och familjen dvärgstritar. Inga underarter finns listade i Catalogue of Life.